# Owsianka (Kraj Krasnojarski)
Owsianka (ros. Овсянка) – wieś (sieło) w Rosji, w Kraju Krasnojarskim, w okręgu miejskim Diwnogorska. W 2010 liczyła 2228 mieszkańców.

## Urodzeni
- Wiktor Astafjew – rosyjski pisarz i scenarzysta.